# ژیمیکی
ژیمیکی (به قزاقی: Zhymyky) یک رود در قزاقستان است که در استان قراغندی واقع شده‌است.